# فرانك فاريل
فرانك فاريل (بالإنجليزية: Frank Farrell)‏ هو لاعب دوري الرغبي أسترالي، ولد في 19 سبتمبر 1916 في سري هيلز ‏ في أستراليا، وتوفي في 23 أبريل 1985 في Warriewood, New South Wales ‏ في أستراليا.